# Минден (судно)
Минден (нем. Minden) — германское грузовое судно, затопленное с грузом золота в 1939 году. Место крушения обнаружено в 2017.

## Рейс 1939 года
Сразу после начала Второй Мировой войны немцы предприняли попытку вывезти на корабле груз золота из южноамериканского банка Banco Germanico (филиал немецкого Dresdner Bank) в Германию. Масса золота оценивается в 4 тонны. Минден вышел из Рио-де-Жанейро (Бразилия) 6 сентября, но 24 сентября к югу от Исландии был окружен силами британского флота (с участием крейсера en:HMS Calypso (D61)), выполнявших патрулирование Северной Атлантики. Согласно приказу Гитлера, корабль со всем грузом был затоплен командой. Сообщается, что команда была спасена британским en:HMS Dunedin.

## Обнаружение места крушения в 2017
Место крушения было обнаружено в 2017 году британской экспедицией на корабле Seabed Constructor (под норвежским флагом). Так как место относится к экономической зоне Исландии, этой страной был наложен запрет на поднятие корабля или груза. Права на спасение имущества стали предметом юридических споров, до разрешения которых все подводные работы прекращены.